# بيل إروين (لاعب كرة قاعدة)
بيل إروين (بالإنجليزية: Bill Irwin)‏ هو لاعب كرة قاعدة أمريكي، ولد في 16 سبتمبر 1859 في هاميلتون في كندا، وتوفي في 7 أغسطس 1933 في فورت توماس في الولايات المتحدة.